# Чарльз (остров, Нунавут)
Чарльз (англ. Charles Island) — остров Канадского Арктического архипелага. В настоящее время остров необитаем (2012).

## География
Остров расположен в южной части Гудзонова пролива, который отделяет расположенный севернее остров Баффинова Земля от полуострова Унгава материковой части Канады (провинция Квебек). Остров Чарльз лежит всего лишь в 19 км к северо-западу от мыса Нувель-Франсе (самая северная точка полуострова Унгава). Несмотря на близость к Квебеку административно остров относится к территории Нунавут.
Площадь острова равна 235 км², длина береговой линии составляет 132 км. Остров имеет вытянутую форму, длина острова с запада на восток равна 37 км, максимальная ширина острова в его восточной составляет 8,5 км, сужаясь в центре до 3,5 км. На северо-востоке берег острова крутой и обрывистый.